# InuYasha: El castillo de los sueños en el espejo
InuYasha: El castillo detrás del espejo (映画犬夜叉　鏡の中の夢幻城 Eiga InuYasha: Kagami no Naka no Mugenjō?) es la segunda película de la serie InuYasha, basada en la historia de Rumiko Takahashi. Se lanzó el 21 de diciembre de 2002 en Japón y se estrenó en Estados Unidos el 28 de diciembre de 2004. Está situada cronológicamente entre los capítulos 74 y 75 y presenta una historia original que no forma parte del manga ni de la serie. Los diseños usados en la película fueron diferentes a los que se llevaban en el anime, teniendo un gran parecido a los llevados en el manga por su autora. La película está basada en una leyenda japonesa sobre la princesa de la luna, Kaguya, y una lucha contra ella. Al igual que las otras tres películas de InuYasha, fue doblada al español en Venezuela en el año 2014.
Cuenta con 2 canciones; una de intermedio y otra de ending. La canción de ending es Yura Yura (ゆらゆら?  Vacilante) y la de inserción es Ai no Uta (愛の謳?  Declaración de amor), las dos de Every Little Thing.

## Argumento
La película se sitúa entre los episodios 74 y 75, después de que InuYasha ha logrado manejar a Tessaiga Roja, capaz de destruir cualquier campo de energía creado por cualquier youkai. Todo comienza cuando el grupo de Inuyasha está persiguiendo a Naraku para eliminarlo, pero esa misma noche Inuyasha estaba en su forma humana, en la que no puede usar a Tessaiga. Después de que Naraku es acorralado, muestra su verdadera forma como araña gigante. Al amanecer, Inuyasha regresa a su forma de hanyou, y enfrenta a Naraku usando a colmillo de acero Roja, destruye su campo y, con la ayuda de Kagome, Miroku y Sango, al parecer destruye a Naraku. Debido a esto, la maldición de Miroku desaparece, Kohaku recuerda a su hermana y Kagura siente el latir de su corazón. El grupo se dividido momentáneamente después de los acontecimientos.
Kanna lleva a Kagura a conseguir su auténtica libertad, al palacio, donde se encuentra con el espejo en el que había sido encerrada la princesa Kaguya. Esta les pide conseguir cinco elementos indispensables para liberarse del espejo y darle a este mundo la "autentica libertad". Esos cinco elementos son la Copa de piedra de Buda o Cáliz sagrado de Buda, la Concha del molusco, la Joya de colores (que brillaba en el cuello de un dragón), la Rama de plata y oro y la Túnica de piel de las ratas de fuego. Kanna y Kagura proceden a buscar estos 5 elementos, y el último de ellos es el atuendo de InuYasha. Este junto con Kagome, después de estar en el mundo actual, regresan y allí InuYasha sigue el olor de Naraku encontrando a Kanna y Kagura, la cual le quita una parte de su túnica especial. InuYasha decide ir en busca de ella para saber el porqué del quitársela. La Concha del molusco era protegida por Kohaku, el cual decidió reunirse con su hermana en la aldea de exterminadores para intentar recordar qué había hecho en el pasado, de igual forma pelea con Kagura y esta les arrebata el elemento. 
Miroku va a donde el monje Mushin, para ver el testamento de su abuelo Miyatsu, que dijo que se debía ver cuando la maldición de Naraku desapareciera de su familia. El testamento decía que si la luna llena aparecía varias noches seguidas, debían ir al palacio de la princesa Kaguya, o sí no grandes desgracias vendrían. Miroku decide ir con Hachi. Mientras tanto, InuYasha se encuentra en el camino con Akitoki Hoyo, un antepasado de Hoyo, el amigo en la actualidad de Kagome. Akitoki tiene la misión de llevar al templo Fuji la Prenda de las plumas celestiales y quemarla en el volcán, esto debido a que si la luna llena aparecía varias noches él debía hacerlo. Kanna y Kagura reúnen los 5 elementos y deciden dárselos a Kaguya, la cual abre su castillo de las ilusiones. InuYasha y Kagome están descansando con Hoyo y Shippo, mientras llega Kaguya a robarse el objeto de Akitoki, pero se enfrenta con InuYasha el cual es detenido momentáneamente por ella y salvado por Kagome, la cual resulta herida. Kaguya decide llevarse a Kagome a su castillo con la prenda. InuYasha decide ir en busca de ese castillo al igual que Miroku, Sango y Kohaku. InuYasha encuentra el castillo primero, pero debe enfrentarse dificultosamente a un dragón de varias cabezas. Kikyo, que estaba cerca del castillo, decide atacar al dragón con una de sus flechas y así InuYasha lo derrota. Este encuentra a Kagome y, al intentar atacar a Kaguya, ella hace el Meikyoushisoi no Hou, el cual detiene el tiempo en todo el mundo de los vivos. Shippo, Miroku y Sango se salvan ya que llevaban puestas curas y vendajes de Kagome, los cuales tenían la capacidad de romper la barrera de tiempo ya que son de tiempos diferentes (están anacrónicos). InuYasha lo hace de igual manera porque llevaba un colgante en forma de corazón que le regaló Kagome con sus dos fotos, las cuales se tomaron cuando estaban en la época actual. InuYasha descubre que el castillo está detrás del espejo sobre el que están parados con Miroku y Sango, así que destruye su campo y entran definitivamente.
En el castillo detrás del espejo, se encuentra Kaguya y Kagome, la cual está atrapada en una figura en forma de pentagrama. El grupo de InuYasha encuentra de nuevo a Kaguya, así que estos la enfrentan sin mucho éxito. Kaguya le dice a InuYasha que si se convierte en su siervo le perdonará la vida, aunque él no acepta, ella refleja la verdadera forma de youkai de InuYasha en su espejo, sellando de esa manera su sangre humana. InuYasha no puede detener su transformación y Kagome, al notarlo, le pide a Shippo que la libere. Una vez liberada, corre donde InuYasha he intenta calmarlo, a pesar de eso, Kaguya lo obliga a herirla, por lo cual Kagome decide besarle y de esa manera regresa este a su forma de hanyou. InuYasha recupera su parte de la túnica por Kagura. Mientras él combate contra Kaguya, Kohaku empieza a sentir un fuerte dolor en su hombro izquierdo y cuando Sango lo ve es una cicatriz en forma de araña, de donde Naraku comienza a salir. El agujero de la mano derecha de Miroku vuelve a abrirse y Naraku sale totalmente del cuerpo de Kohaku. Sango intenta cortar lo que une a Naraku y Kohaku, pero Miroku la detiene diciéndole que sí lo hace será absorbida. Naraku se enfrenta a Kaguya, pero esta, con un ataque, logra sellar a Naraku en su espejo momentáneamente. Mientras tanto, InuYasha pelea contra Kaguya atacándola con su Kaze no Kizu, pero esta técnica no es suficiente para destruirla, por eso Kagome usa como flecha una de las partes del báculo de Miroku, y a Shippo como arco, destruyendo el espejo de Kaguya. Le arrebatan a esta Prenda de las plumas celestiales, al tiempo que InuYasha nuevamente ataca con el Kaze no Kizu y de esa manera destruye a Kaguya; pero como ella es una tennyo (princesa) inmortal, quiere apoderarse del cuerpo de Kagome, sin embargo, Miroku la absorbe con su agujero negro y el castillo se empieza a derrumbar. Naraku, que sale del espejo de Kaguya, y Kohaku salen por el portal de este espejo, lo mismo hace el grupo de InuYasha.
A la salida, se encuentran con Akitoki y Hachi, quienes tienen el báculo de Miroku y la Prenda de las plumas celestiales. A pesar de que Sango siente no haber podido quedarse con su hermano, Miroku la anima diciéndole que por lo menos le había dicho hermana. El viaje recolectando los fragmentos de la Shikon no Tama continúa, así como la lucha contra Naraku. Al final, Miroku le insinúa a Sango que deben seguir el ejemplo del beso entre InuYasha y Kagome, estos al acordarse se apenan y se hacen los que no oyen, pero InuYasha dice que lo hizo sin querer, así que Kagome lo castiga gritándole "¡Osuwari!".

## Personajes
- InuYasha: Es el personaje principal de la película y enemigo de Naraku, ya que este generó un odio entre él y Kikyo, su primer amor.
- Kagome Higurashi: Es una joven de 15 años que puede viajar entre el tiempo actual y la Era Sengoku, puede ver y sentir los fragmentos de la Shikon no Tama, tiene poderes espirituales y un fuerte amor hacia InuYasha.
- Miroku: Es un monje algo pervertido que acompaña a InuYasha en su búsqueda de los fragmentos y para derrotar a Naraku, el cual sembró una maldición en la mano derecha de su abuelo que va de generación en generación.
- Sango: Es una exterminadora de monstruos cuyo hermano Kohaku fue utilizado por Naraku para asesinar a sus compañeros y a su padre. Por esto acompaña a InuYasha en su búsqueda contra Naraku.
- Kohaku: Hermano de Sango. Está al servicio de Naraku ya que su vida depende del fragmento de la perla de Shikon con el que Naraku lo revivió. Naraku borró sus recuerdos.
- Shippō: Es un demonio zorro el cual acompaña a InuYasha porque no tiene familia y él vengó la muerte de su padre.
- Akitoki: Antepasado de Hojo, un amigo de Kagome en la actualidad. Es igual a él en cuanto se preocupa por la salud.
- Naraku: Hanyou que nació de la fusión de cientos de demonios con el cuerpo de Onigumo. Posee gran parte de la Shikon no Tama y es el gran enemigo de InuYasha, ya que este los engañó hace 50 años e hizo que Kikyo muriera.
- Kagura: Es una extensión de Naraku, pero desea librarse de él ya que ella dice que es libre como el viento. A pesar de que Naraku es destruido en la película, él renace obteniendo de nuevo el corazón de Kagura, mediante el cual la obliga a servirle.
- Kanna: Otra extensión de Naraku. Representa la nada, por lo tanto eso siente, y no tiene alguna presencia maligna.
- Kaguya: Fue una doncella sellada en el pasado por el monje Miyatsu, el abuelo de Miroku. Ella deseaba parar el tiempo y sumergir el mundo en una eterna noche. Está basada en el personaje de la mitología japonesa, del mismo nombre.
- Hachi: Mapache sirviente de Miroku. Al igual que Shippo, puede transformarse.

## Curiosidades
- Kaguya es una doncella proveniente de la luna, según una leyenda japonesa.
- Esta película es base para cuatro capítulos de relleno (137 a 140) del anime, en los cuales se enfrentan a Hoshiyomi, y de igual manera Akitoki tiene que librarse, ya no de la Prenda de las plumas celestiales, sino de la cuchilla Ken.
- En el manga Kagome e InuYasha nunca se dan un beso.
- Sus canciones estaban en japonés.

- Datos: Q1026730